# Ernst Eduard Hirsch
Ernst Eduard Hirsch (geboren 20. Januar 1902 in Friedberg (Hessen); gestorben 29. März 1985 in Königsfeld im Schwarzwald) war ein deutscher Jurist und Rechtssoziologe.

## Leben und Wirken
Ernst Eduard Hirsch (auch: Ernst E. Hirsch) studierte Volkswirtschaftslehre und Rechtswissenschaften an den Universitäten Frankfurt am Main, München und Gießen. Der Promotion 1924 in Gießen folgte 1930 die Habilitation in Frankfurt am Main.
Im Januar 1931 wurde Hirsch zum Land- und Amtsgerichtsrat und damit zum Richter auf Lebenszeit in Frankfurt am Main ernannt und wirkte gleichzeitig als Privatdozent.
Noch vor Erlass des Berufsbeamtengesetzes wurde er im März 1933 wegen seiner jüdischen Herkunft aus seinem Amt entlassen. Im Oktober 1933 folgte er einem Ruf der Universität Istanbul auf den Lehrstuhl für Handelsrecht. Dort las er den kurz zuvor erschienenen ersten fundierten Reiseführer Istanbul von Ernest Mamboury. Nach dem Erwerb der türkischen Staatsangehörigkeit im Jahr 1943 wechselte er an die Universität Ankara und lehrte dort neben Handelsrecht auch Rechtsphilosophie und Rechtssoziologie. Neben seiner Lehrtätigkeit widmete er sich in Istanbul dem Aufbau der  Juristischen Fakultätsbibliothek, wovon er in seiner Autobiographie berichtete. Dort existierte zwar bereits eine Bibliothek, doch bestand diese aus Fachliteratur zum osmanischen Recht in arabischer Schrift, nicht jedoch zum Recht der 1923 gegründeten Republik Türkei und zum internationalen Recht.
In den fast zwei Jahrzehnten akademischer Tätigkeit in der Türkei veröffentlichte Hirsch zahlreiche Monographien und Standardlehrbücher. Hervorzuheben sind sein konzeptionelles Wirken und seine gesetzgeberischen Arbeiten; er lieferte Gesetzentwürfe und Konzepte zum türkischen Handelsgesetzbuch, Aktiengesetz, Universitätengesetz und zur Urheber- und Erfinderrechtsgesetzgebung.
Ursprünglich wollte Hirsch, der viele Verwandte in Auschwitz verloren hatte, in der Türkei bleiben. Berlins Regierender Bürgermeister Ernst Reuter – selbst Emigrant in der Türkei (1935–1945) und Hirschs Kollege in Ankara – konnte ihn 1952 jedoch überzeugen, einen Ruf an die Freie Universität Berlin als Ordinarius für Handelsrecht und Rechtssoziologie anzunehmen. Zwischen 1953 und 1955 war Ernst Hirsch gewählter Rektor und Prorektor der Freien Universität Berlin.
Nach seiner Rückkehr nach Deutschland wurde die ihm spätestens mit der 11. Verordnung zum Reichsbürgergesetz entzogene deutsche Staatsangehörigkeit wieder zuerkannt, jedoch behielt er bis zu seinem Tode auch seinen türkischen Pass.
Im Jahr 2001 erschien der erste Kati-Hirschel-Roman von Esmahan Aykol. Die Autorin hat ihrer fiktiven Istanbuler Krimibuchändlerin biografische Wurzeln zugeschrieben, die sehr deutlich Bezug nehmen auf die reale Biografie von Ernst Eduard Hirsch. Hirschs Biografie, vermittelt durch seinen Sohn Enver Tandogan, ist auch Teil des 2015 fertiggestellten Dokumentarfilms HAYMATLOZ. Exil in der Türkei von Eren Önsöz.

## Auszeichnungen
1982 wurde ihm das Verdienstkreuz 1. Klasse verliehen.

## Schriften (Auswahl)
- Der Rechtsbegriff provision im französischen und internationalen Wechselrecht. Elwert, Marburg 1930.
- Vom Geist und Recht der Universität. Akademische Ansprachen. Freie Universität Berlin 1955.
- Einführung in das bürgerliche Vermögensrecht. Für Studierende der Wirtschafts- und Sozialwissenschaften. Vahlen, Berlin 1956 (6. Auflage 1975).
- Leitfaden für das Studium des Handels- und Gesellschaftsrechts. Vahlen, Berlin 1956 (5. Auflage 1970).
- Kontrolle wirtschaftlicher Macht. Drei Vorlesungen zum deutschen Gesetz gegen Wettbewerbsbeschränkungen. Stämpfli, Berlin 1958.
- Das Recht im sozialen Ordnungsgefüge. Beiträge zur Rechtssoziologie. Duncker & Humblot, Berlin 1966.
- Praktische Fälle aus dem Handels- und Wirtschaftsrecht mit Lösungen. 4. Aufl. Vahlen, Berlin 1968.
- Menschenrechte und Grundfreiheiten im Ausnahmezustand. Eine Fallstudie über die Türkei und die Agitation „strikt unpolitischer“ internationaler Organisationen. Duncker & Humblot, Berlin 1974, ISBN 3-428-03054-0.
- Zur juristischen Dimension des Gewissens und der Unverletzlichkeit der Gewissensfreiheit des Richters. Duncker & Humblot, Berlin 1979, ISBN 3-428-04369-3.
- Rezeption als sozialer Prozeß. Erläutert am Beispiel der Türkei. Duncker & Humblot, Berlin 1981, ISBN 3-428-05047-9.
- Türkisches Recht vor deutschen Gerichten. Gutachten und Abhandlungen zum türkischen Handels- und Zivilrecht. Duncker & Humblot, Berlin 1981, ISBN 3-428-04828-8.
- Aus des Kaisers Zeiten durch die Weimarer Republik in das Land Atatürks. Eine unzeitgemäße Autobiographie J. Schweitzer, München 1982,  ISBN 3-88709-027-6. Neuauflage 1990.
- Rechtssoziologie für Juristen. Eine Aufsatzsammlung. Duncker & Humblot, Berlin 1984, ISBN 3-428-05672-8.
  - Als gekürzte  Neuauflage unter dem Titel: Als Rechtsgelehrter im Lande Atatürks. Vorwort Jutta Limbach, Einleitung Reiner Möckelmann, Nachwort Enver Tandogan Hirsch, Berliner Wissenschafts-Verlag 2008, ISBN 978-3-8305-1533-3. (Es fehlen gegenüber der Erstauflage die Kinder- und Jugendjahre.)
  - Rezensionen der Neuauflage auf der Buchseite der Verlagshomepage.